# 愛知県立松平高等学校
愛知県立松平高等学校（あいちけんりつまつだいらこうとうがっこう）は、愛知県豊田市にある公立の高等学校。

## 沿革
- 1949年（昭和24年）4月 - 愛知県立加茂高等学校松平分校（定時制課程）として創立。
- 1950年（昭和25年）4月 - 学校再編で愛知県立猿投農林高校松平分校となる。
- 1961年（昭和36年）4月 - 農業・農村家庭科を普通科、家政科に改編。同時に愛知県立足助高等学校松平分校となる。
- 1962年（昭和37年） - 定時制課程募集停止。全日制農業・農村家庭科に改編。
- 1969年（昭和44年）4月 - 足助高校より分離独立して愛知県立松平高等学校が開校。
- 1970年（昭和45年）4月 - 学校の所在地が市町村合併により東加茂郡松平町から豊田市に変更となる。

## 校訓
- 努力・忍耐・節度

## 部活動

### 運動部
- バスケットボール
- サッカー
- 野球
- 弓道
- バレーボール
- ソフトテニス
- 卓球
- バドミントン
- 陸上
- ハンドボール

### 文化部
- 和太鼓
- 茶華
- 被服
- デザイン
- 吹奏楽

## 交通機関
- 名鉄バス：「鵜ヶ瀬」バス停から徒歩で約5分。